# Emmanuel Vanluchene
Emmanuel Vanluchene (ur. 9 grudnia 1992 w Waregem) – belgijski pływak, specjalizujący się głównie w stylu dowolnym i grzbietowym.
Brązowy medalista mistrzostw Europy na krótkim basenie ze Szczecina oraz z Chartres w sztafecie 4 × 50 m stylem dowolnym.
Uczestnik igrzysk olimpijskich w Londynie w sztafecie 4 x 100 m stylem dowolnym (8. miejsce).